# Рахнівка (Кам'янець-Подільський район)
Рахні́вка — село в Україні, у Дунаєвецькій міській територіальній громаді Кам'янець-Подільського району Хмельницької області.

## Назва
Перше поселення мало назву «Почапинці», знищене татарами, далі село Рахнівка засноване вихідцями із села Рахни-Лісові Ямпільського повіту, від якого і бере своє походження назви.

## Географія
Подільське село Рахнівка розкинулось на подільській височині в південно-західній частині України. У селі річка Безіменна впадає у річку Тернаву. Поблизу Рахнівки проходить автошлях національного значення Н03 Житомир — Чернівці.

### Клімат
Рахнівка знаходяться в межах вологого континентального клімату із теплим літом.

## Історія

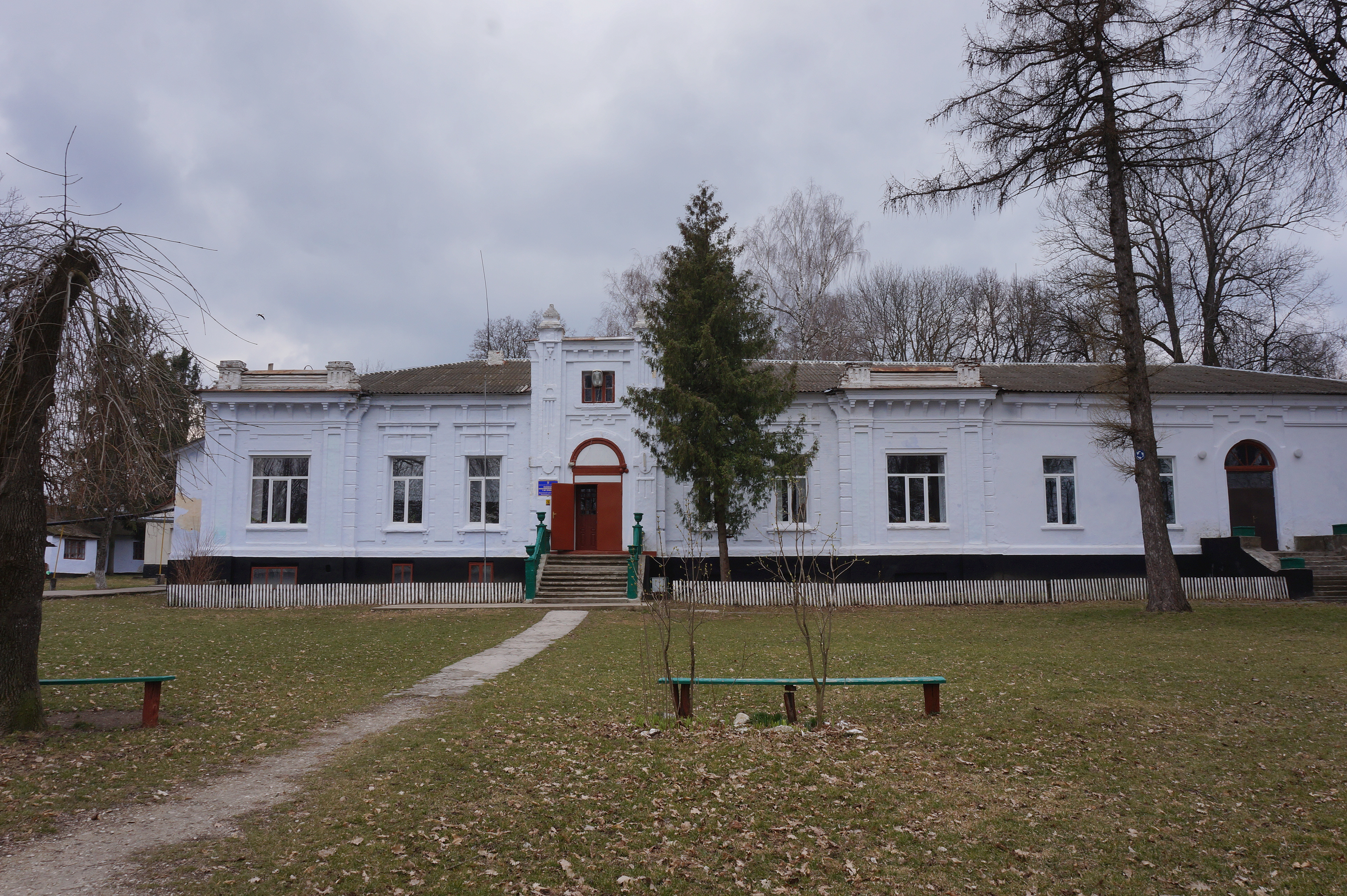
Садибний будинок Корф

Пам'ятний знак на честь воїнів-односельчан, Рахнівка, вул. Центральна, 87 а

Початково поблизу Рахнівки існувало село Почапинці, воно знищене нападом татар.
1662 року перші документальні згадки про село Рахнівка (раніше Почапинці).
До 1807 року в Рахнівці існувала дерев'яна церква Різдва Пресвятої Богородиці, яка згоріла саме цього року.
В 1813 році на кошти парафіян збудовано мурований храм на честь Боголюбської ікони Божої Матері.
В 1859 році зусиллями священика Феодора Курчинського та парафіян до церкви прибудовано кам'яну дзвіницю. Будівля постала невеликою будівлею, у вигляді човна, вкритим частково залізом, частково гонтою, вибілене. Іконостас оздоблено в 1871—1872 рр. — чотириярусних, пофарбований в зелений колір під мармур. Також в храмі зберігається ікона Божої Матері, шанована серед вірян як чудотворна.
У 1888 році маєток в Рахнівці отримав колишній генерал-майор Олександр Корф (1841—1898, Варшава). Барони Корфи — рід на Дунаєвеччині знаний з XVIII століття. Були меценатами і просвітниками — у Рахнівці та Пільному Мукарові звели своїм коштом школи.
1910 року родина Корф будує новий палац. Господаркою на момент побудови палацу була Єлизавета-Софія Корф. До цього часу в Дунаївцях розповідають про її званий обід з фаршированими раками влітку 1915 року на честь вдалого завершення навчального року в рахнівецькій трикласній школі — учнів у ній на той час було аж дев'ятеро.
Внаслідок поразки визвольних змагань на початку XX століття, село надовго окуповане російсько-більшовицькими загарбниками.
Радянська окупація принесла колективізацію та розкуркулення, мешканці села зазнали репресій.
В 1932–1933 селяни села пережили сталінський голодомор.
У роки Великого терору 1936-1937 засуджено до сметної кари або на тривалі терміни у колоніях багато жителів села за звинуваченнями у антирадянській агітації, деякі були навіть визнані шпигунами; багато людей було виселлено як сім'ї «ворогів народу».
З 1991 року в складі незалежної України.
13 серпня 2015 року шляхом об'єднання сільських рад, село увійшло до складу Дунаєвецької міської громади.

## Населення
Населення становить 726 осіб.

### Мова
У селі поширені західноподільська говірка та південноподільська говірка, що відносяться до подільського говору, який належить до південно-західного наріччя.
Розподіл населення за рідною мовою за даними перепису 2001 року:
| Мова       | Кількість | Відсоток |
| ---------- | --------- | -------- |
| українська | 836       | 99.17%   |
| російська  | 6         | 0.71%    |
| білоруська | 1         | 0.12%    |
| Усього     | 843       | 100%     |

## Пам'ятки

Пам'ятник Т. Г. Шевченку

- Садибний будинок Корф (1910 р.)
- Пам'ятник Т. Г. Шевченку (1984 р.)
- Пам'ятний знак на честь воїнів-односельчан (1967 р.)

## Відомі люди

### Народились
- Фурін Володимир Вікторович — молодший сержант, водій 92 ОМБр. Учасник АТО. Нагороджений орденом «За мужність» III ступеня (посмертно).[5][6]